# Lucas Leiva
Lucas Pezzini Leiva (Dourados, 9 januari 1987) - alias Lucas - is een Braziliaans voormalig voetballer die doorgaans als middenvelder speelde. Hij debuteerde in 2007 in het Braziliaans voetbalelftal. Lucas heeft ook een Italiaans paspoort. Zijn oom Leivinha was ook profvoetballer.

## Clubcarrière

### Grêmio
Lucas werd in 2004 opgenomen in de jeugd van Grêmio. Daarvoor maakte hij op 22 oktober 2005 zijn debuut in het eerste elftal tijdens een 1-0-overwinning tegen Náutico, een wedstrijd in de Braziliaanse Serie B. Datzelfde jaar werd Grêmio kampioen en promoveerde de club naar de hoogste divisie.
In 2006 won Lucas met Grêmio het staatskampioenschap Rio Grande do Sul voor de eerste keer sinds 2001 en eindigde hij met zijn club derde in de Serie A. Lucas werd de jongste speler ooit die de gouden bal voor de beste speler in de Serie A won. Deze prijs werd eerder gewonnen door spelers als Zico, Falcao, Careca, Alex, Romario, Kaká en Carlos Tévez.

### Liverpool
Lucas tekende op 13 mei 2007 een contract bij Liverpool, dat een transfersom van, naar verluidt, ongeveer 12 miljoen euro betaalde. Hij bleef nog wel bij Grêmio om hun seizoen in de Copa Libertadores in 2007 af te maken. De club haalde hierin de finale tegen Boca Juniors, maar Lucas moest de eerste wedstrijd op de bank beginnen vanwege een blessure. Bij een 1-0-achterstand werd Sandro Goiano van Grêmio van het veld gestuurd. Daarop werd Lucas in het veld gebracht. Boca Juniors won met 3-0. In de tweede wedstrijd stond Lucas in de basis, maar ook deze wedstrijd werd verloren, met 2-0.
Op 26 juli werd Lucas officieel voorgesteld als speler van Liverpool. Een dag later maakte hij zijn debuut, toen hij in de tweede helft van een wedstrijd tegen Portsmouth inviel voor Mohamed Sissoko. In november gaf coach Rafael Benítez Lucas voor het eerst een basisplaats. Op 27 januari 2008 maakte hij zijn eerste goal voor Liverpool, in een FA Cup-wedstrijd tegen Havant and Waterlooville. Hiermee werd hij de eerste Braziliaanse doelpuntenmaker in dienst van Liverpool.

### SS Lazio
Lucas liet Liverpool in juli 2017 na tien seizoenen achter zich en tekende een contract tot medio 2020 bij SS Lazio. Waar hij in Engeland niet meer verzekerd was van een basisplaats, kreeg hij hier meteen.

### Terugkeer bij Grêmio
Na Lazio keerde Leiva terug bij zijn eerste club. In december 2022 moest hij noodgedwongen stoppen met trainen nadat bij een routinecontrole mogelijk een probleem met zijn hart werd ontdekt. Op 17 maart 2023 maakte hij in een emotionele persconferentie bekend dat hij een einde moest maken aan zijn voetbalcarrière wegens hartproblemen.

## Clubstatistieken
| Seizoen     | Club        | Competitie     | Competitie | Competitie | Competitie | Beker | Beker | Beker | Europa | Europa | Europa | Totaal | Totaal | Totaal |
| Seizoen     | Club        | Competitie     | Wed.       | Dlp.       | Ass.       | Wed.  | Dlp.  | Ass.  | Wed.   | Dlp.   | Ass.   | Wed.   | Dlp.   | Ass.   |
| ----------- | ----------- | -------------- | ---------- | ---------- | ---------- | ----- | ----- | ----- | ------ | ------ | ------ | ------ | ------ | ------ |
| 2006        | Grêmio      | Série A        | 9          | 0          | 0          | 0     | 0     | 0     | —      | —      | —      | 9      | 0      | 0      |
| 2007        | Grêmio      | Série A        | 3          | 0          | 0          | 0     | 0     | 0     | 8      | 1      | 0      | 11     | 1      | 0      |
| Club Totaal | Club Totaal | Club Totaal    | 12         | 0          | 0          | 0     | 0     | 0     | 8      | 1      | 0      | 20     | 1      | 0      |
| 2007/08     | Liverpool   | Premier League | 18         | 0          | 4          | 7     | 1     | 0     | 7      | 0      | 0      | 32     | 1      | 4      |
| 2008/09     | Liverpool   | Premier League | 25         | 1          | 2          | 4     | 1     | 0     | 10     | 1      | 2      | 39     | 3      | 4      |
| 2009/10     | Liverpool   | Premier League | 35         | 0          | 2          | 2     | 0     | 0     | 13     | 1      | 3      | 50     | 1      | 5      |
| 2010/11     | Liverpool   | Premier League | 33         | 0          | 2          | 2     | 0     | 0     | 12     | 1      | 0      | 47     | 1      | 2      |
| 2011/12     | Liverpool   | Premier League | 12         | 0          | 0          | 3     | 0     | 1     | —      | —      | —      | 15     | 0      | 1      |
| 2012/13     | Liverpool   | Premier League | 26         | 0          | 1          | 1     | 0     | 0     | 4      | 0      | 0      | 31     | 0      | 1      |
| 2013/14     | Liverpool   | Premier League | 27         | 0          | 0          | 2     | 0     | 0     | —      | —      | —      | 29     | 0      | 0      |
| 2014/15     | Liverpool   | Premier League | 20         | 0          | 0          | 8     | 0     | 0     | 4      | 0      | 0      | 32     | 0      | 0      |
| 2015/16     | Liverpool   | Premier League | 27         | 0          | 1          | 6     | 0     | 0     | 7      | 0      | 0      | 40     | 0      | 1      |
| 2016/17     | Liverpool   | Premier League | 24         | 0          | 3          | 7     | 1     | 0     | —      | —      | —      | 31     | 1      | 3      |
| Club Totaal | Club Totaal | Club Totaal    | 247        | 1          | 15         | 42    | 3     | 1     | 57     | 3      | 5      | 346    | 7      | 21     |
| 2017/18     | SS Lazio    | Serie A        | 36         | 2          | 1          | 5     | 0     | 2     | 9      | 2      | 2      | 50     | 4      | 5      |
| 2018/19     | SS Lazio    | Serie A        | 27         | 0          | 2          | 5     | 0     | 1     | 4      | 0      | 1      | 36     | 0      | 4      |
| 2019/20     | SS Lazio    | Serie A        | 25         | 0          | 1          | 2     | 0     | 0     | 3      | 0      | 0      | 30     | 0      | 1      |
| 2020/21     | SS Lazio    | Serie A        | 32         | 0          | 0          | 0     | 0     | 0     | 5      | 0      | 1      | 37     | 0      | 1      |
| 2021/22     | SS Lazio    | Serie A        | 22         | 0          | 0          | 1     | 0     | 0     | 6      | 0      | 0      | 29     | 0      | 0      |
| Club Totaal | Club Totaal | Club Totaal    | 142        | 2          | 4          | 13    | 0     | 3     | 27     | 2      | 4      | 182    | 4      | 11     |
| TOTAAL      | TOTAAL      | TOTAAL         | 401        | 3          | 19         | 55    | 3     | 4     | 92     | 6      | 9      | 548    | 12     | 32     |

## Interlandcarrière
Lucas was aanvoerder van Brazilië onder 20, waarmee hij in 2007 het Zuid-Amerikaans jeugdtoernooi won. Hij voerde dit team ook aan tijdens het WK onder 20 in Canada, maar hij moest zich terugtrekken vanwege een blessure.
In oktober 2006 werd Lucas toegevoegd aan de selectie van het Braziliaans voetbalelftal voor wedstrijden tegen Ecuador en Al-Kuwait, een club uit Koeweit. Hij was de jongste speler van de selectie voor deze twee duels en was een van de twee spelers in de selectie die niet in Europa speelden. Op 7 oktober 2006 speelde Lucas voor het eerst in het shirt van het Braziliaans elftal toen hij tegen Al-Kuwait in de tweede helft inviel. Brazilië won de wedstrijd met 4-0, maar deze wedstrijd woerd niet geteld als de eerste interland van Lucas, omdat de wedstrijd niet georganiseerd werd door de FIFA. Op 22 augustus 2007 maakte hij alsnog zijn officiële debuut voor Brazilië. In een wedstrijd tegen Algerije mocht hij invallen.

## Erelijst
| Competitie       |        |           |        |        |
| Competitie       | Aantal | Jaren     |        |        |
| Grêmio           | Grêmio | Grêmio    | Grêmio | Grêmio |
| ---------------- | ------ | --------- | ------ | ------ |
| Kampioen Série B | 1x     | 2005      |        |        |
| Liverpool        |        |           |        |        |
| League Cup       | 1x     | 2011/12   |        |        |
| SS Lazio         |        |           |        |        |
| Coppa Italia     | 1x     | 2018/19   |        |        |
| Supercoppa       | 1x     | 2017 2018 |        |        |

Individueel
- Bola de Ouro: 2006